# Montagny-lès-Seurre
Montagny-lès-Seurre è un comune francese di 113 abitanti situato nel dipartimento della Côte-d'Or nella regione della Borgogna-Franca Contea.

## Società

### Evoluzione demografica
Abitanti censiti

## Galleria d'immagini

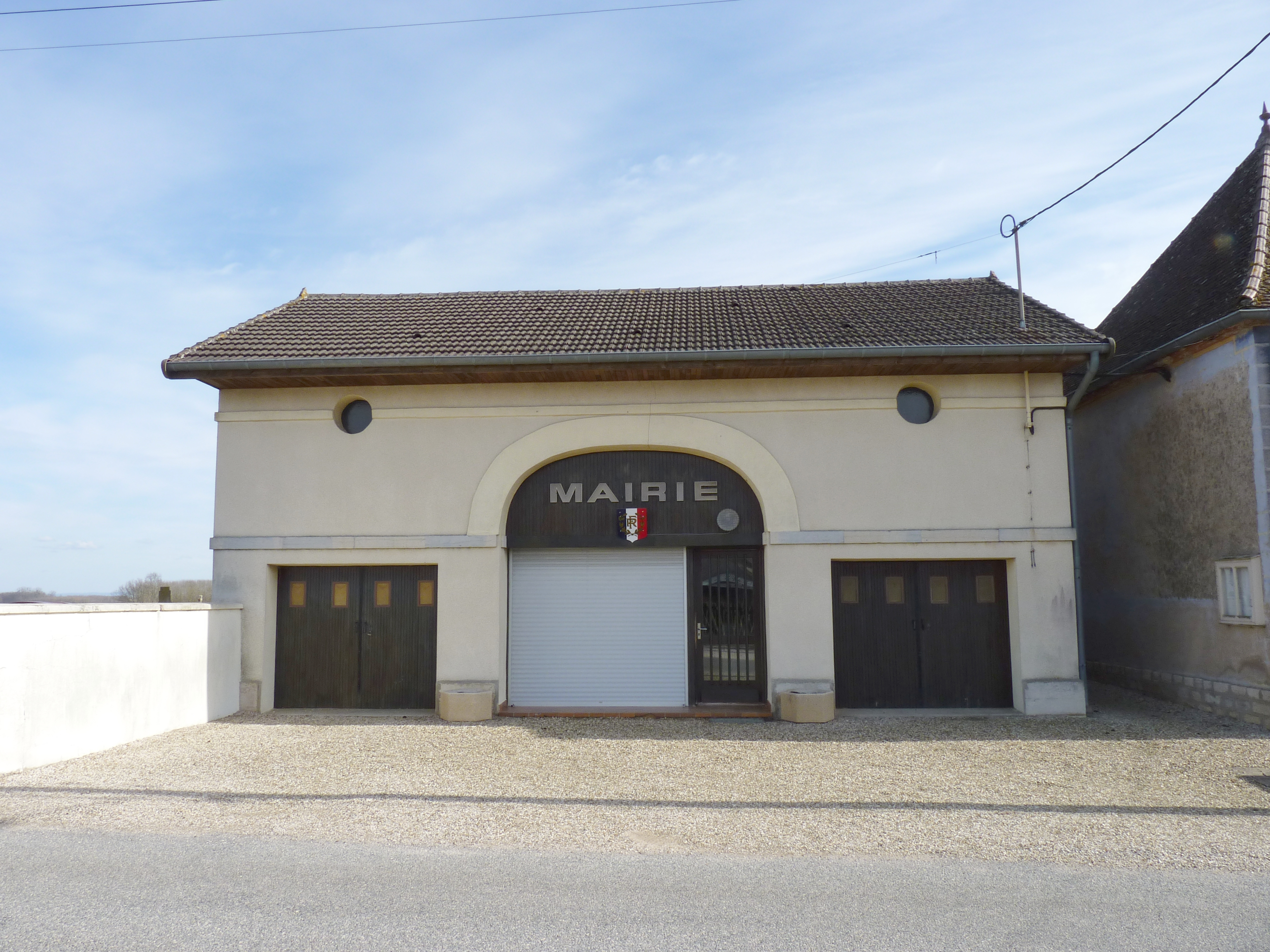
Consiglio comunale
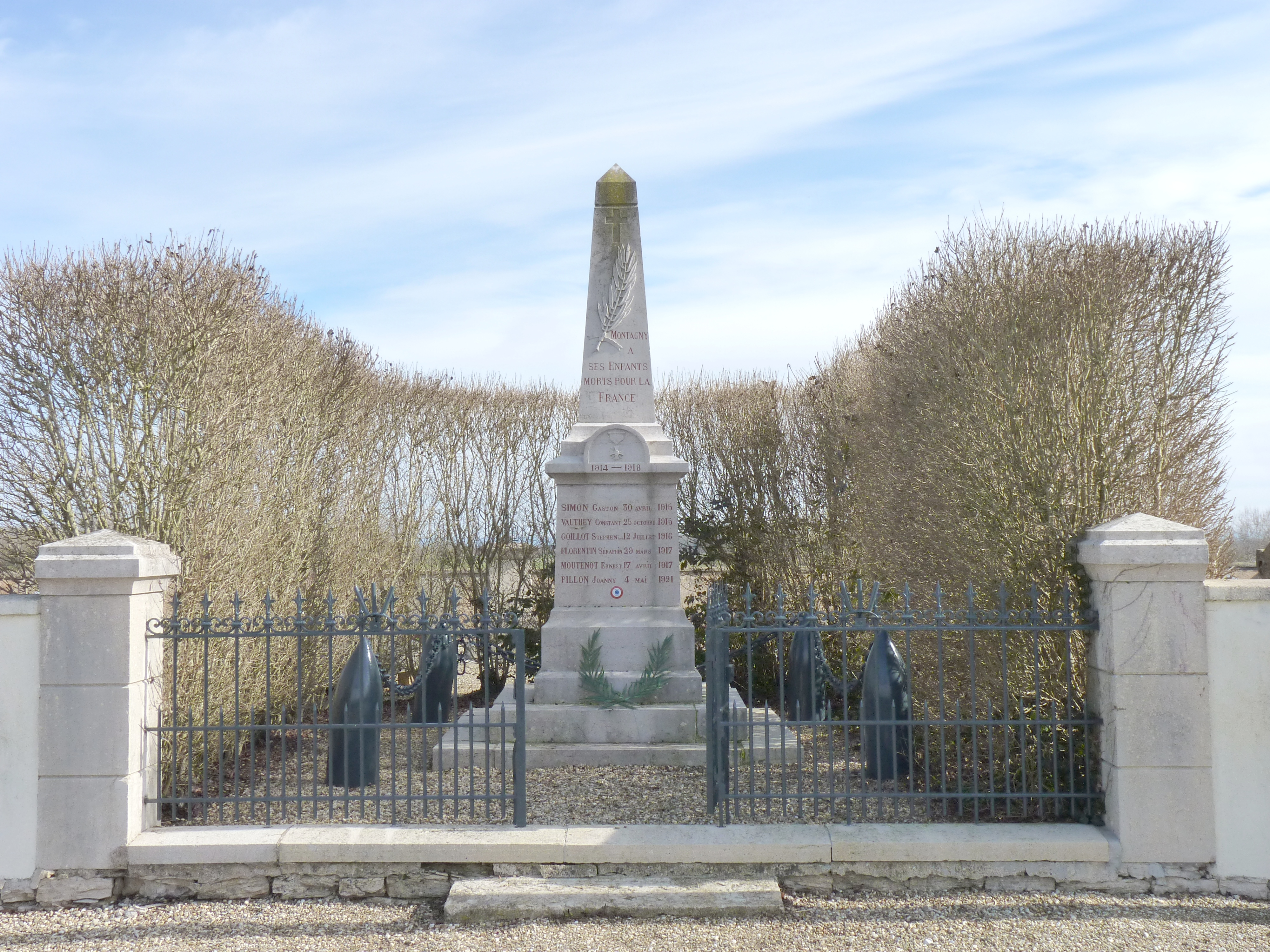
Il memoriale
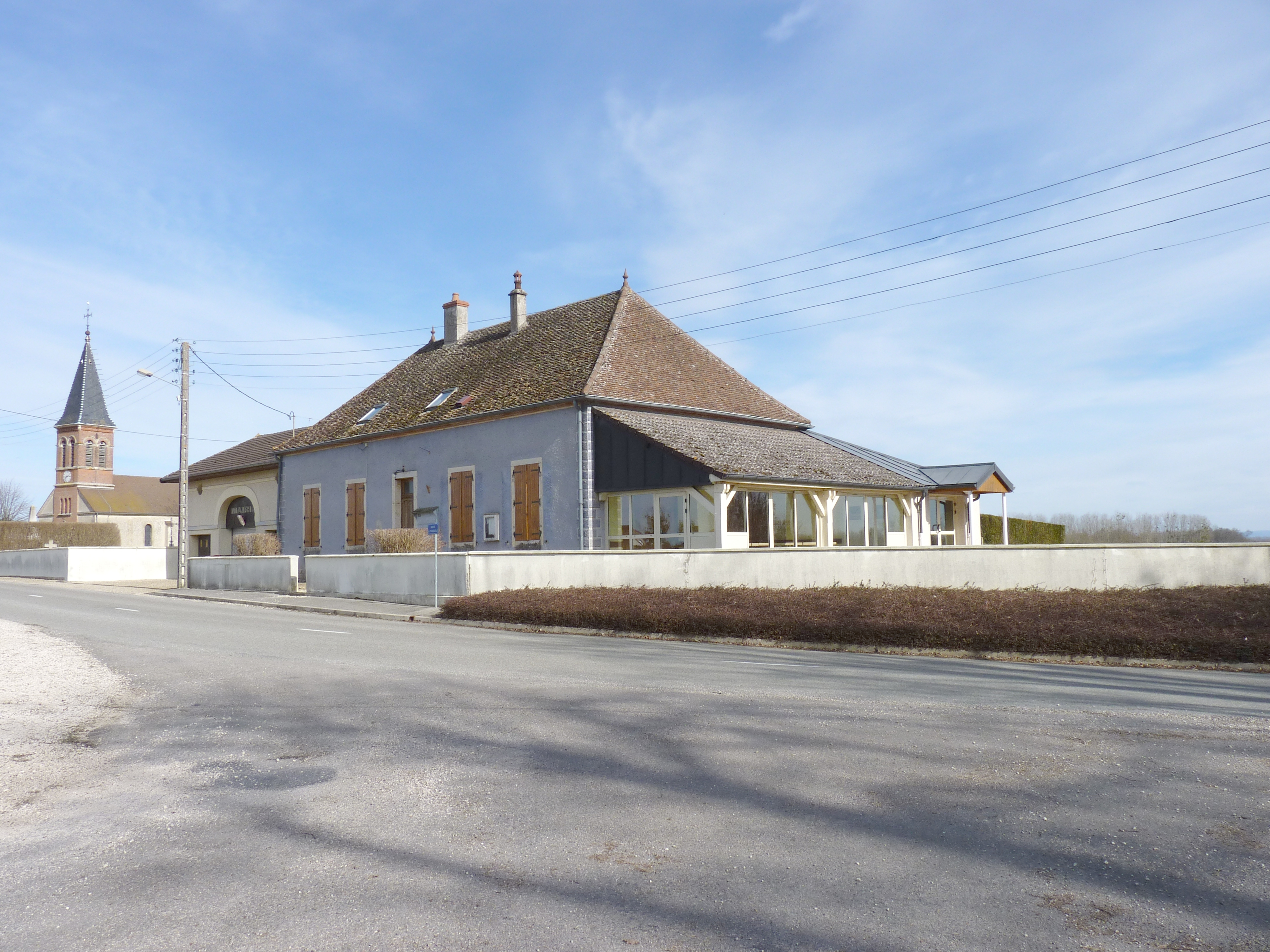
la vecchia scuola
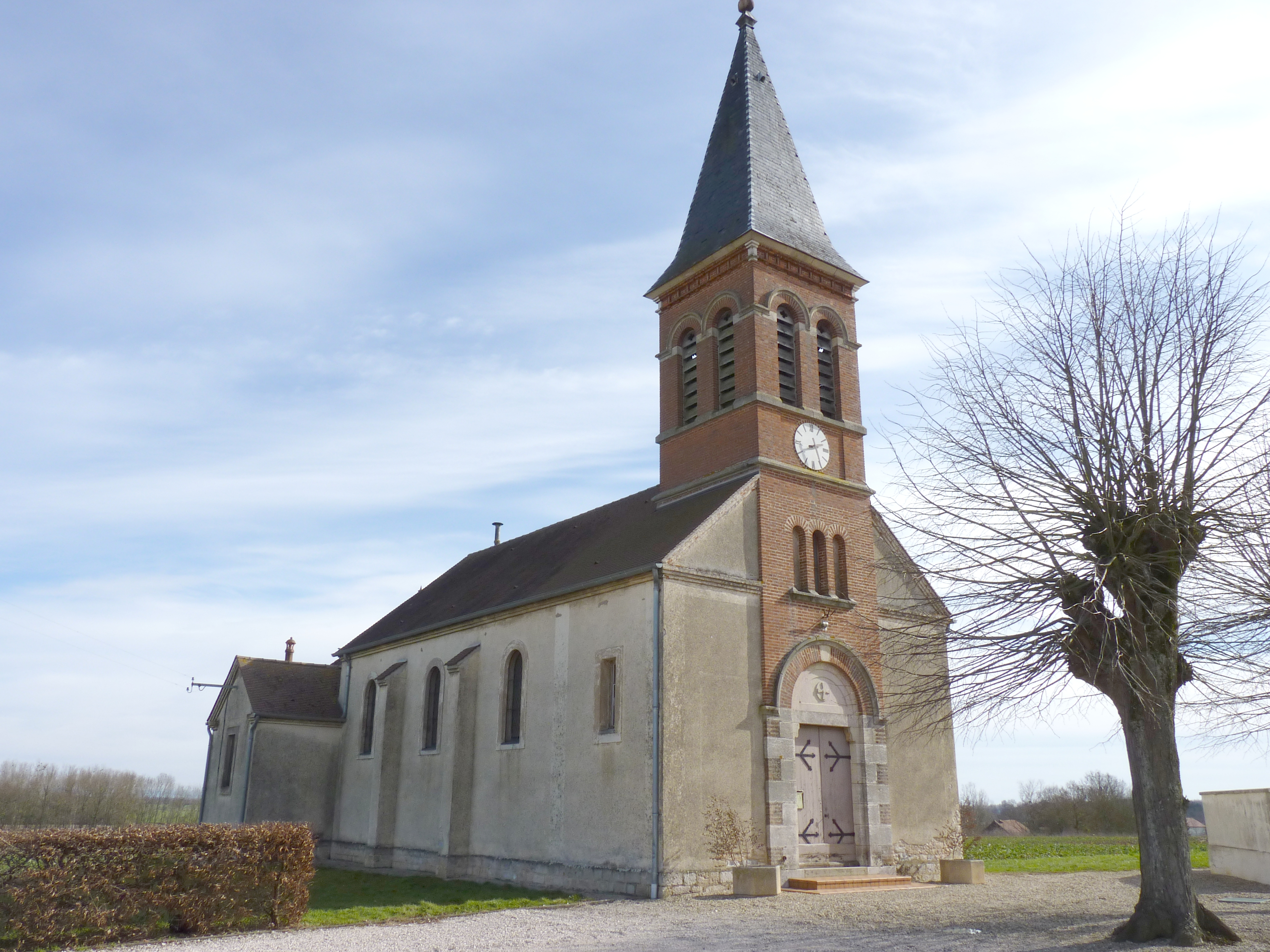
La Chiesa
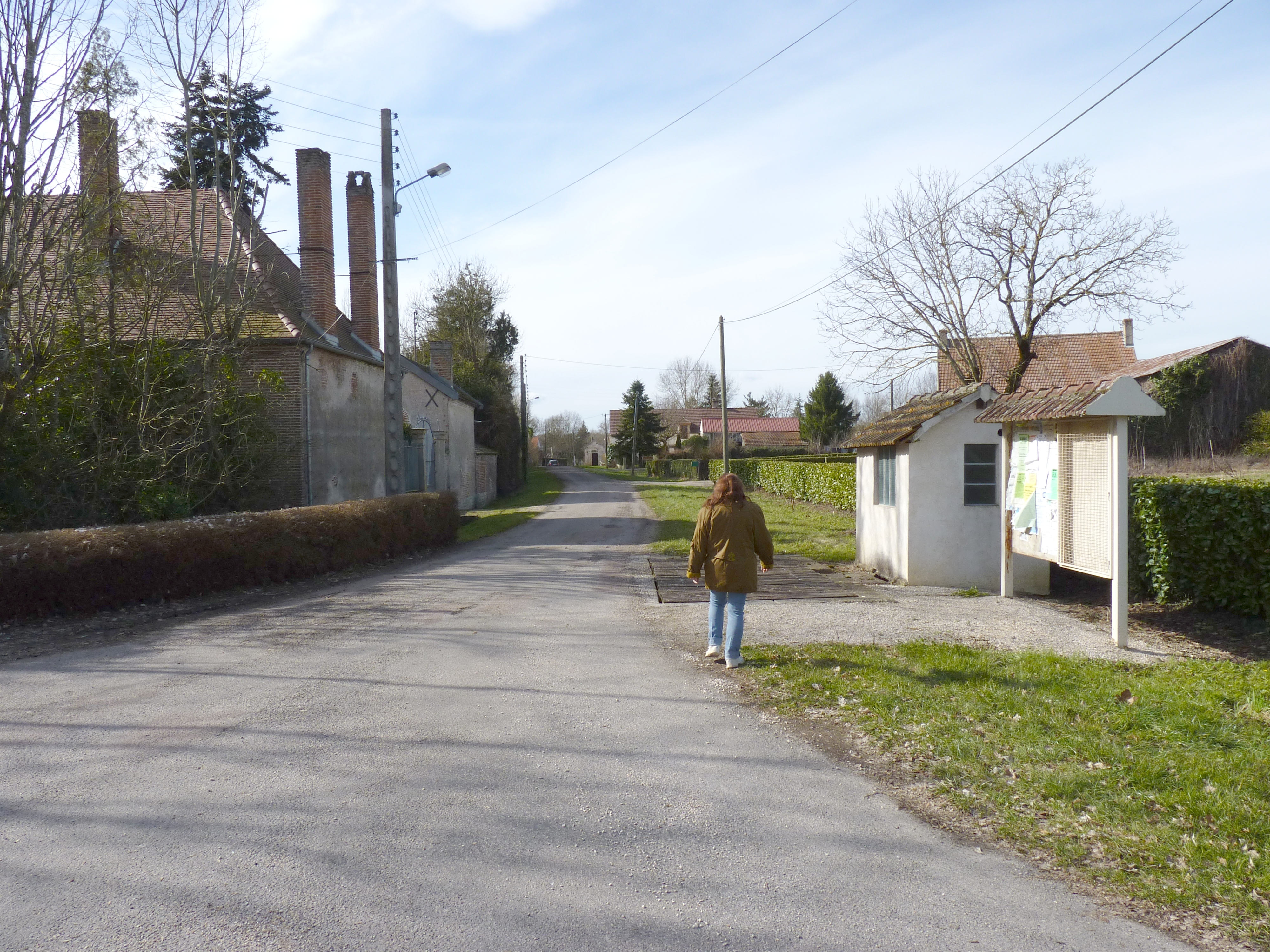
Rue de l'Église